# Аероліфтна флотаційна машина

Аероліфтна флотаційна машина з неглибокою ванною

Аероліфтна флотаційна машина — різновид пневматичних флотаційних машин.

## Конструкція і принцип дії

### Аероліфтна флотаційна машина з неглибокою ванною
- Аероліфтна флотаційна машина з неглибокою ванною складається з неглибокої ванни (висота 0,9 м), вздовж якої встановлені перегородки 2, що не доходять до дна. Простір між цими перегородками називається аераційним. Над аераційним простором розташований ресивер 3, куди по трубі 4 надходить повітря від повітродувки. Від ресивера вниз йде ряд паралельних патрубків 5, які закінчуються наконечниками. Над аераційним відділенням вста-новлений ковпак 6 і збоку від нього дві перегородки 7.

Повітря з ресивера 3 подається у патрубки 5 під тиском 1,2×104 — 3×104 Па. Виходячи з патрубків 5, повітря підіймається між перегородками 2, змішується з пульпою і знижує її густину у цій зоні.
Внаслідок різниці у гідростатичному тиску пульпа викидається з аераційного простору і потрапляє у зону падіння між перегородками 2 і 7. В аероліфтному просторі і зоні падіння відбувається інтенсивне перемішування повітря з пульпою і його диспергування. Аерована пульпа витікає з зони падіння через отвори у перегородках. Товщина шару піни між перегородками і стінками машини регулюється висотою хвостових порогів.
Пульпа циркулює у ванні машини під дією аероліфта і тече вздовж ма-шини під напором потоку матеріалу, що безперервно надходить у машину. Пінний продукт розвантажується з машини самопливом через борти камери, а камерний — через карман у кінці ванни. У порівнянні з механічними і пневмомеханічними машинами пневматичні машини відрізняються простотою конструкції і малою металомісткістю. Їх-німи недоліками є низькі питома продуктивність і коефіцієнт використання повітря, а також недостатня ефективність при флотації зернистих важких пульп.

### Аероліфтна флотаційна машина з глибокою ванною

Аероліфтна флотаційна машина з глибокою ванною

- Аероліфтна флотаційна машина з глибокою ванною (рис.) компонується з окремих камер довжиною 3 м, глибиною 2 м і шириною 2,5 м. Вихідна пульпа подається з одного кінця камери через завантажувальний карман, камерний продукт витікає з протилежного кінця через розвантажувальний карман.

По всій довжині камери розташовані аераційне 1 і флотаційне 2 відділення, які обмежені перегородками 5. Від подовжнього повітряного колектора в машину заведені вертикальні патрубки 3, які на кінцях мають гумові наконеч-ники 4 для запобігання засмічення патрубків при припиненні подачі стисненого повітря. Стиснене повітря виходить з патрубків 3 суцільним струменем і тільки потім завдяки вихровим потокам, які утворюються перегородками 6 дробиться на дрібні бульбашки. В результаті подачі повітря в аераційне відділення густина пульпи в ньому у порівнянні з флотаційним відділенням знижується. Внаслідок цього пульпа з флотаційного відділення перетікає в аераційне, змішується з повітрям, піднімається вгору, де мінералізовані бульбашки створюють пінний шар. Пінний продукт розвантажується з машини самопливом з бортів камери.

## Переваги і область застосування
Аероліфтні флотомашини характеризуються простотою конструкції і малими витратами електроенергії, але їх технологічні показники неконкурентоздатні з показниками механічних і пневмомеханічних машин.
Аероліфтні флотаційні машини варто встановлювати в основних і контрольних операціях при крупності продуктів менше 0,15 мм і за таких умов: легкої флотованості матеріалу, малої або середньої його густини, простої схеми збагачення і великому виході концентрату. При відсутності зазначених умов перевагу варто віддати механічним або пневмомеханічним машинам.